# Megachile fulvomarginata
Megachile fulvomarginata är en biart som beskrevs av Cockerell 1906. Megachile fulvomarginata ingår i släktet tapetserarbin, och familjen buksamlarbin. Inga underarter finns listade i Catalogue of Life.